# Ôn Bích Hà
Ôn Bích Hà (温碧霞) có tên tiếng Anh là Irene Wan (sinh ngày 30 tháng 07 năm 1966 tại Hồng Kông thuộc Anh). Cô từng có tên khai sinh là Ôn Bích Ngọc, là một nữ diễn viên truyền hình-diễn viên điện ảnh, ca sĩ và nhà sản xuất phim nổi tiếng người Hồng Kông gốc Trung Quốc. Cha cô là một sĩ quan của Quân đội Trung Hoa Dân Quốc. Những năm đầu sự nghiệp, cô được biết đến như một "người đẹp gợi cảm" và được đánh giá là yêu vẻ đẹp hơn diễn xuất. Sau khi kết hôn, cô xuất hiện khá mờ nhạt trong làng giải trí và thỉnh thoảng vẫn tham gia phim truyền hình và điện ảnh. Hiện cô chủ yếu phát triển ở Trung Quốc đại lục. Cô từng đoạt giải Bông sen vàng cho Nữ diễn viên phụ xuất sắc nhất tại Liên hoan phim quốc tế Ma Cao lần thứ 3 (2011) cho vai phụ Khương Mỹ Hy trong phim Anh hùng điệp huyết 2011. Sau đó cô lại đoạt giải Biểu tượng điện ảnh xuất sắc nhất tại Giải thưởng Ngôi sao Harper's Bazaar 2019 vào năm 2019 và giải Nữ diễn viên chính xuất sắc nhất trong vai chính tại Liên hoan phim Quốc tế Con đường tơ lụa lần thứ 8 vào năm 2020 nhờ vai chính trong phim The Fallen 2019. Đến năm 2022, cô lại đoạt giải Ca khúc song ca hay nhất tại Vua nổi tiếng của AEG Entertainment lần thứ nhất cho bài hát 《只是太爱你》.

## Sự nghiệp
Cô tên thật là Ôn Bích Ngọc, quê ở Quảng Đông (Trung Quốc), sinh ra và sống tại Quận 8 của Quận Nhà gỗ Tiu Keng Leng ở Hồng Kông, Lãnh thổ Mới. Cô ấy có bốn anh trai và ba chị gái, và cô ấy là nhỏ nhất. Gia đình cô ấy nghèo. Cha của cô là một sĩ quan của Quân đội Trung Hoa Dân Quốc và định cư ở Hồng Kông vì bỏ trốn. Nghệ sĩ Trần Ngọc Liên là hàng xóm của cô, và Vương Tiểu Phượng cũng là hàng xóm bên dưới nơi ở của cô. Khi còn nhỏ, Ôn Bích Hà thường chơi với các bạn nam cùng huyện, chủ yếu chơi bóng bàn và cầu lông với họ. Cô từng theo học trường tiểu học Mingyuan và thích âm nhạc cũng như mỹ thuật. Sau đó, để muốn cô ghi danh vào một trường trung học tốt hơn, mẹ cô đã sắp xếp cho cô tiếp tục học tại một trường cấp hai trên Đảo Hồng Kông.
Sau khi hoàn thành lớp một tại Trường Trung học Công giáo Mingyuan, Ôn Bích Hà đã theo học tại Trường Cao đẳng Đồng giáo dục St. John's trước đây ở Tai Koo Shing. Trong thời gian đi học sau này, cô ấy là thành viên của đội bóng rổ của trường. Cô chuyển đến Shau Kei Wan sống với chị gái để thuận tiện cho việc đi học khi cô 12 tuổi. Cô bị mẹ bán đi vì quá nghèo. Vì sự kỷ luật nghiêm khắc của cha, cô đã hình thành tính cách nổi loạn. "Khi học cấp 2, tôi học hút thuốc, đi vũ trường (sân trường P) và kết bạn với những thanh thiếu niên có vấn đề". Sau đó, khi cô 15 tuổi (1981), cô bị các trinh sát phát hiện trên đường phố và mời đi tham gia quay bộ phim Tịnh muội tử của đạo diễn Lê Đại Vỹ và gia nhập giới giải trí. Cô ấy chưa tốt nghiệp trung học vào thời điểm đó.
Cô đã được đề cử cho Giải thưởng Điện ảnh Hồng Kông cho hạng mục Diễn viên mới xuất sắc nhất tại Giải thưởng Điện ảnh Hồng Kông lần thứ 2 (1983) cho vai diễn trong phim Tịnh muội tử 1982.
Cô được chú ý nhờ nhan sắc xinh đẹp và diễn xuất đáng chú ý trong Đình bất liễu đích ái 1984 (còn gọi là Tình yêu vĩnh cửu), đóng chung với Lưu Đức Hoa, Ngô Mạnh Đạt và Loletta Lee, khi mới 17 tuổi. Sau đó, cô cũng thể hiện ấn tượng trong hai bộ phim của Stanley Kwan là Địa hạ tình 1986 và Yên Chi Khẩu 1988. Những bộ phim truyền hình như Hỏa mân côi 1992 (còn gọi là Hoa hồng lửa 1992 khi phát sóng ở Việt Nam), Đường triều yêu cơ 1992 và Hận tỏa Kim Bình 1994 (còn gọi là Mối hận Kim Bình 1994 khi phát sóng ở Việt Nam) đã liên tục giúp cho danh tiếng của cô ngày càng lên cao. Trong đó vai Phan Kim Liên của cô trong Hận tỏa Kim Bình 1994 được đánh giá cao nhất lúc bấy giờ và cô được mệnh danh là Phan Kim Liên đẹp nhất màn ảnh. Các ca khúc Hải Triều/海潮 (nhạc phim Hỏa mân côi 1992), Phi hoa/飛花 (nhạc phim Đường triều yêu cơ 1992) và Nhất túy hóa thiên sầu/一醉化千愁 (nhạc phim Hận tỏa Kim Bình 1994) do cô trình bày cũng trở nên nổi tiếng vào thời điểm đó.
Tuy nhiên, vào những năm 1995, sự nghiệp điện ảnh của cô bị đảo lộn khi cô đồng ý đóng vai chính trong phim Kinh biến 1996, đây là lần đầu tiên và là duy nhất cô xuất hiện khỏa thân toàn thân trong phim và cảnh nóng kéo dài hơn 4 phút với Nhậm Đạt Hoa. So với Đình bất liễu đích ái 1984, cô có tới 5 cảnh nóng (3 cảnh với Lưu Đức Hoa và 2 cảnh với Ngô Mạnh Đạt) nhưng chỉ khỏa thân nửa người và cảnh quay chưa đầy 2 phút. Và nhiều cảnh nóng của các phim sau này của cô không táo bạo bằng Kinh biến 1996. Động thái này đã ảnh hưởng không tốt đến sự nghiệp của cô.
Nhưng sau đó cô tiếp tục đóng vai chính trong nhiều bộ phim truyền hình TVB, truyền hình Trung Quốc và truyền hình Đài Loan và để lại nhiều dấu ấn. Trong đó phải kể đến các vai của cô trong Thi Công kỳ án đan nguyên kịch: Huyết thủ ấn 1997, Viên nguyệt loan đao 1997 (còn gọi là Loan đao phục hận 1997 khi phát sóng ở Việt Nam), Thi Công kỳ án đan nguyên kịch: Thẩm thê ký 1997, Thi Công kỳ án đan nguyên kịch: Khuyển phụ long tử 1998 và Giang Sơn Lâu 2001. Vai Tô Đát Kỷ của cô trong phim truyền hình Phong Thần Bảng 2001 gây ấn tượng mạnh với khán giả Châu Á và cô được mệnh danh là Đát Kỷ đẹp nhất màn ảnh. Lúc này danh tiếng của cô đã được phục hồi. Cô lại tiếp tục để lại dấu ấn trong phim Khang Hy vi phục tư phóng ký 2006.
Tuy vậy, cô lại đóng vai nữ chính trong phim Xuất Ai Cập ký 2007 và lại có cảnh nóng bán khỏa thân với Nhậm Đạt Hoa trong phim. Danh tiếng của cô lại bị ảnh hưởng, sự nghiệp của cô lại trì trệ thêm vài năm.
Cô đoạt giải Bông sen vàng cho Nữ diễn viên phụ xuất sắc nhất tại Liên hoan phim quốc tế Ma Cao lần thứ 3 (2011) cho vai phụ Khương Mỹ Hy trong phim Anh hùng điệp huyết 2011.
Cô được đề cử cho giải Nữ diễn viên phụ xuất sắc nhất tại Liên hoan phim quốc tế Ma Cao lần thứ 5 (2013) cho vai phụ trong phim Triad 2013. Hai năm sau, cô lại được đề cử cho giải Nữ diễn viên chính xuất sắc nhất tại Liên hoan phim quốc tế Ma Cao lần thứ 7 (2015) cho vai chính trong phim Love in Late Autumn 2015.

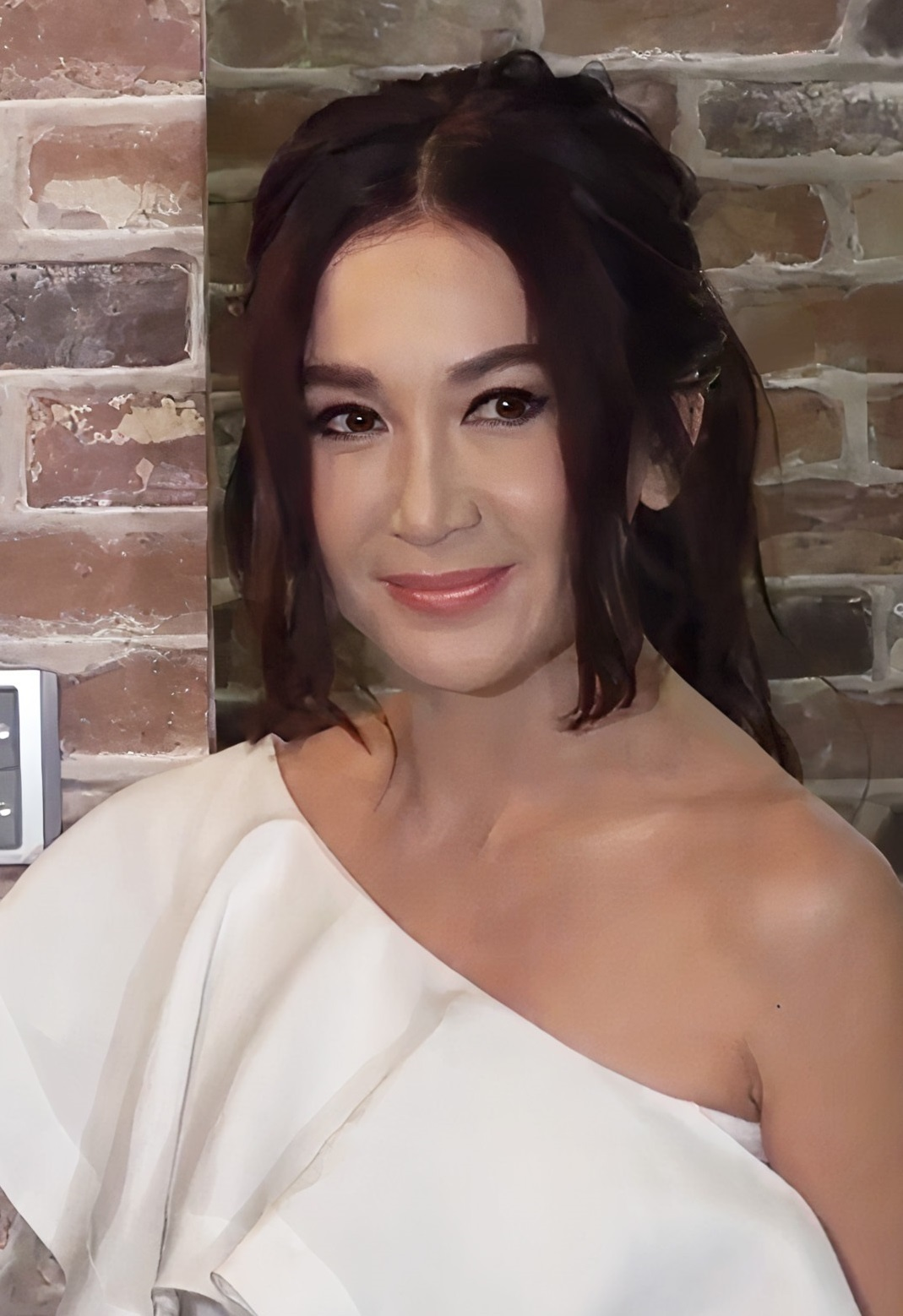
Vào đêm trước sinh nhật của mình vào ngày 29 tháng 7 năm 2020, Ôn Bích Hà đã được nhà sản xuất âm nhạc Ngũ Trọng Hành mời làm khách mời trong một chương trình phát sóng trực tiếp.

Năm 2019, cô đã 53 tuổi nhưng lại có cảnh nóng với hai diễn viên trẻ hơn là Quan Trí Bân và Trần Hán Na trong phim The Fallen 2019. Trong đó, nam diễn viên Quan Trí Bân nhỏ hơn cô 14 tuổi và diễn viên nữ Trần Hán Na kém cô 27 tuổi. Việc này đã gây ra nhiều bình luận trái chiều về cô và phim của cô. Đặc biệt cảnh nóng đồng tính của cô với nữ diễn viên Trần Hán Na đã khiến báo chí bàn tán sôi nổi. Tuy nhiên vai chính của cô trong phim The Fallen 2019 này vẫn giúp cô giành giải Biểu tượng điện ảnh xuất sắc nhất ở Giải thưởng Ngôi sao Harper's Bazaar 2019 (tổ chức tại Việt Nam) và giải Nữ diễn viên chính xuất sắc nhất trong vai chính ở Liên hoan phim Quốc tế Con đường tơ lụa lần thứ 8 năm 2020. Ôn Bích Hà đi qua sóng gió khi đóng cảnh nhạy cảm, nhưng cũng nổi tiếng nhờ những bộ phim này. Ôn Bích Hà luôn được khán giả nhớ tới bởi sự lăn xả, hết mình cho các vai diễn.
Năm 2022, cô đoạt giải Ca khúc song ca hay nhất tại Vua nổi tiếng của AEG Entertainment lần thứ nhất cho bài hát 《只是太爱你》.

## Đời tư
Khi ấy phim Kinh biến 1996 gây nhiều tranh cãi, Ôn Bích Hà trở thành chủ đề đàm tiếu của nhiều người. Cô buồn phiền, xấu hổ và phải ra nước ngoài để tránh dư luận. Ở đây, cô gặp Hà Tổ Quang. Hai người nảy sinh tình cảm với nhau. Hà Tổ Quang xuất thân trong một gia đình giàu có, là cháu của cựu chiến binh Quốc dân đảng Hà Ứng Khâm, từng làm việc tại công ty Solomon Brothers Hong Kong Co., Ltd. Châu Á Thái Bình Dương và giữ chức Phó Chủ tịch Bộ phận Ngân hàng Đầu tư Châu Á Thái Bình Dương. Khi đó anh ta đang làm quản lý ngân hàng. Cô cho biết, vì yêu cô mà Hà Tổ Quang chịu nhiều áp lực từ dư luận, ảnh hưởng tới danh tiếng. Bản thân cô cảm thấy mình và gia tộc họ Hà như những người thuộc về "những thế giới khác nhau". Nên cặp đôi đã chia tay. Nhưng sau hai tuần, Hà Tổ Quang tìm Ôn Bích Hà cầu hôn. Gia đình của Hà Tổ Quang từng phản đối cuộc hôn nhân giữa cô với Hà Tổ Quang vì cô từng đóng nhiều phim có nhiều cảnh nóng bỏng mắt, quá gợi cảm. Nhưng Hà Tổ Quang vẫn kiên định, bất chấp mọi sự ngăn cản để được kết hôn với cô. Ôn Bích Hà nói: "Anh ấy nhận ra tôi là người anh ấy yêu thương nhất, tình yêu có thể phá vỡ mọi rào cản".
Ôn Bích Hà đã kết hôn với doanh nhân giàu có Hồng Kông Hà Tổ Quang - Kenneth Ho (何祖光) vào ngày 1 tháng 10 năm 2000 và tổ chức đám cưới tại khách sạn Cây bồ đề (tiếng Hồng Kông là Banyan Tree) ở Phuket, Thái Lan.
Cô từng thú nhận rằng cuộc sống gia đình của cô cũng có lúc sóng gió, bất đồng quan điểm nhưng cả hai vợ chồng đều cố gắng gìn giữ mái ấm. Ôn Bích Hà tin rằng cô may mắn hơn đồng nghiệp cùng lứa khi có một người chồng tuyệt vời. Dù làm việc ngoài làng giải trí nhưng Hà Tổ Quang luôn cảm thông, ủng hộ công việc của cô. Biết cô sợ sinh nở, Hà Tổ Quang không ép Ôn Bích Hà mang thai và đồng ý nhận con nuôi.
Cho đến năm 2010, cô và Hà Tổ Quang đã nhận nuôi một đứa trẻ mồ côi bị bỏ rơi trong một nhà ga xe lửa ở Đại lục. Thậm chí cô cùng chồng còn tìm kiếm một bác sĩ để chữa bệnh ngoài da và bệnh ho cho cậu bé, sau đó hai người đổi tên cậu thành Hà Quốc Luân - Xavier Ho (何國倫). Nhiều năm qua, hình ảnh gia đình 3 thành viên hạnh phúc của họ khiến nhiều người ngưỡng mộ. Theo Ôn Bích Hà, vợ chồng cô sẽ để lại toàn bộ gia sản cho bé Hà Quốc Luân.
Theo HK01, ngoài công việc diễn viên và làm người mẫu, Ôn Bích Hà còn là một nữ doanh nhân. Người đẹp 57 tuổi có hơn 100 cửa hàng được mở tại nhiều thành phố. Ôn Bích Hà còn ra mắt thương hiệu thời trang riêng do cô tự thiết kế và làm người mẫu. Cô còn đầu tư sản xuất các chương trình ca nhạc, phim ảnh và kinh doanh loại đồ uống cao cấp xuất khẩu ra nước ngoài.
Hà Tổ Quang không phản đối khi cô thực hiện những bộ ảnh nóng bỏng với áo tắm hay diễn cảnh nhạy cảm trên màn ảnh với đồng nghiệp khác giới khi đã ngoài 50 tuổi.

## Các phim đã tham gia
- Tịnh muội tử/Lonely Fifteen (靚妹仔) (1982) (Phim điện ảnh Hồng Kông) - vai Irene/Hà Nữ
- Tiêu bì nữ học sinh/Happy Sixteen (俏皮女学生) (1982) (Phim điện ảnh Hồng Kông) - vai Đại Nhãn Tử
- Mãnh quỷ xuất lộng/Possessed (猛鬼出籠) (1983) (Phim điện ảnh Hồng Kông) - vai Irene (em gái của Hsiao)
- 101 Cù Bộ Lệnh/101 Citizen Arrest (101拘捕令) (1983 - 1984) (Phim truyền hình Hồng Kông) - vai Irene
- Thần dũng song hưởng pháo/Pom Pom (神勇雙響炮) (1984) (Phim điện ảnh Hồng Kông) - vai Gái điếm của Koo
- Đình bất liễu đích ái (Tình yêu vĩnh cửu)/Everlasting Love (停不了的爱) (1984) (Phim điện ảnh Hồng Kông) - vai Lương Bội Quân
- Tối giai phúc tinh/Lucky Stars Go Places (最佳福星) (1986) (Phim điện ảnh Hồng Kông) - vai Nữ sĩ quan
- Địa hạ tình/Love Unto Waste (地下情) (1986) (Phim điện ảnh Hồng Kông) - vai Nguyễn Bối Nhi
- Cảnh tặc huynh đệ/Caper (警贼兄弟) (1986) (Phim điện ảnh Hồng Kông) - vai Annie San Fun
- Yên Chi Khẩu/Rouge (胭脂扣) (1988) (Phim điện ảnh Hồng Kông) - vai Trình Thục Hiền
- Trung Quốc tối hậu nhất cá Thái giám/Lai Shi, China's Last Eunuch (中國最後一個太監) (1988) (Phim điện ảnh Hồng Kông) - vai Chiêu Đệ
- Đặc cảnh đồ long/Tiger Cage (特警屠龙) (1988) (Phim điện ảnh Hồng Kông) - vai A Mỹ
- Pháp luật vô tình/Ruthless Law (法律无情) (1988) (Phim điện ảnh Hồng Kông) - vai Hoàng Bái Nghiên
- Đồng căn sinh/Bloody Brotherhood (同根生) (1989) (Phim điện ảnh Hồng Kông) - vai Hà Kiều (vợ của Gia Hoa)
- Ngã vị thành niên/The Wild Ones (我未成年) (1989) (Phim điện ảnh Hồng Kông) - vai Trần Ngọc Cầm
- Thiếu nữ tâm/Hearts, No Flowers (少女心) (1989) (Phim điện ảnh Hồng Kông) - vai Lý Tương Vân
- Thành thị phán quan/Armageddon (城市判官) (1989) (Phim điện ảnh Hồng Kông) - vai Dương Mẫn
- Truy nữ trọng án tổ/Running Mate (追女重案组) (1989) (Phim điện ảnh Hồng Kông) - vai Lâm Lạc Hân
- An lạc chiến trường/Fatal Vacation (安乐战场) (1990) (Phim điện ảnh Hồng Kông) - vai Candy
- Kỳ binh/The Sniping (奇兵) (1990) (Phim điện ảnh Hồng Kông) - vai Elaine
- Hương hồn/Fragrance Soul (香魂) (1990) (Phim điện ảnh Hồng Kông)
- Mạt lộ cuồng bôn (Hết đường trốn chạy)/The Fugitives (末路狂奔) (1991) (Phim truyền hình Hồng Kông) - vai Hoàng Tiểu Anh/Anh mát dây/Anh mát
- Nhất xúc tức phát/Touch and Go (一触即发) (1991) (Phim điện ảnh Hồng Kông) - vai May
- Ngũ hổ tướng chi quyết liệt/The Tigers (五虎将之决裂) (1991) (Phim điện ảnh Hồng Kông) - vai Shirley Lam
- Dự lang cung vũ (Khiêu vũ với sói)/Heartbreak Blues (與郎共舞) (1991) (Phim truyền hình Hồng Kông) - vai Giang Thanh Chiếu
- Man hoang đích đồng thoại/In The Lap Of God (蛮荒的童话) (1991) (Phim điện ảnh Hồng Kông) - vai May Tse
- Ngã ái nữu văn tái/Now You See Love, Now You Don't (我爱扭纹柴) (1992) (Phim điện ảnh Hồng Kông) - vai Cô gái Ca nô
- Hỏa mân côi (Hoa hồng lửa)/Vengeance (火玫瑰) (1992) (Phim truyền hình Hồng Kông) - vai Hải Triều
- Đường triều yêu cơ/The Knight and the Concubine (唐朝妖姬) (1992) (Phim truyền hình Hồng Kông) - vai Đông Nhi/Xưởng Thường Cơ
- Cáo biệt Tử Cấm Thành/Twilight of the Forbidden City (告別紫禁城) (1992) (Phim điện ảnh Hồng Kông) - vai Chiêu Đệ
- Ái sinh sự gia đình/Class of '93 (爱生事家庭) (1992 - 1993) (Phim truyền hình Hồng Kông) - vai Lương Hoan
- Trấn kim nữ nhân chu ký: Tam chức tân nữ tính/Just Gold Modern Woman (鎮金女人週記：三職新女性) (1993) (Phim truyền hình Hồng Kông) - vai Joanne (Xuất hiện ở tập 8)
- Nhất đại kiêu hùng: Tam chi kỳ/Man of the Times (一代梟雄: 三支旗) (1993) (Phim điện ảnh Hồng Kông) - vai Quách Thu Cúc
- Lao công báo thù/Labor revenge (1993) (Phim điện ảnh Hồng Kông)
- Sa Điền Ngư sát nhân sự kiện/Mr. Sardine (沙甸鱼杀人事件) (1994) (Phim điện ảnh Hồng Kông) - vai Bối An Na
- Mã hý tiểu tử/Circus Kids (马戏小子) (1994) (Phim điện ảnh Hồng Kông) - vai Tiểu Lan
- Hận tỏa Kim Bình (Mối hận Kim Bình)/Gentle Reflections (恨锁金瓶) (1994) (Phim truyền hình Hồng Kông) - vai Phan Kim Liên
- Trấn kim nữ nhân chu ký (Đệ nhị tập): Cáo biệt Nghê Hồng/Just Gold Modern Woman II (鎮金女人週記（第二輯）：告別霓虹) (1994) (Phim truyền hình Hồng Kông) - vai Mộ Ỷ Kỳ (Vicky) (Xuất hiện ở tập 5)
- Đáo số thất nhật tình/The Flame And The Fiancee (倒數七日情) (1995) (Phim điện ảnh Hồng Kông) - vai Cat
- Bao Thanh Thiên (bản Hồng Kông)/Justice Pao (包青天) (1995 - 1996) (Phim truyền hình Hồng Kông) - vai Tử Đồng/Đồng Phi (Xuất hiện từ tập 71 đến tập 75)
- Kinh biến (Biến động kinh hồn)/All of a Sudden (惊变) (1996) (Phim điện ảnh Hồng Kông) - vai Miêu Khả Di/Lam Ho Yee
- Phản tham phong bão (Cơn bão chống tham nhũng)/Take to Probity (反貪風暴) (1997) (Phim truyền hình Trung Quốc) - vai Bạch Tuyết
- Thi Công kỳ án đan nguyên kịch: Huyết thủ ấn (施公奇案單元劇：血手印) (1997) (Phim truyền hình Đài Loan) - vai Tần Mai Nương (Xuất hiện từ tập 13 đến tập 19)
- Viên nguyệt loan đao (Loan đao phục hận)/Against the Blade of Honour (圓月彎刀) (1997) (Phim truyền hình Hồng Kông) - vai Tần Khả Tình
- Thi Công kỳ án đan nguyên kịch: Thẩm thê ký (施公奇案單元劇：審妻記) (1997) (Phim truyền hình Đài Loan) - vai Lý Huệ Nương (Xuất hiện từ tập 146 đến tập 150)
- Thi Công kỳ án đan nguyên kịch: Khuyển phụ long tử (施公奇案單元劇：犬父龍子) (1998) (Phim truyền hình Đài Loan) - vai Tạ Tuyết Trinh (Xuất hiện từ tập 263 đến tập 272)
- Nhiên thiêu đích cảng loan/Burning Harbor (燃烧的港湾) (1998) (Phim điện ảnh Hồng Kông) - vai Từ Mỹ Lệ
- Luyến Luyến Quỳnh Dao/The End of Love Generation (恋恋琼瑶) (1999) (Phim điện ảnh Hồng Kông)
- Thi tiền tưởng hậu/Scary Scorpse (屍前想後) (2000) (Phim điện ảnh Hồng Kông) - vai Văn Văn
- Hỏa long nữ/Tequila Sunrise (火龍女) (2001) (Phim điện ảnh Hồng Kông) - vai Coco
- Giang Sơn Lâu/Kang San Lau (江山楼) (2001) (Phim truyền hình Đài Loan) - vai Kim Bảo/A Xuân/Diễm Xuân
- Phong vân biến/Situation change (风云变) (2001) (Phim truyền hình Hồng Kông) - vai Nguyễn Khải Vi
- Phong Thần Bảng (Đát Kỷ Trụ Vương)/Gods of Honour (封神榜) (2001) (Phim truyền hình Hồng Kông) - vai Tô Đát Kỷ
- Đấu thất 96 tiểu thì/A Tragic Room (斗室96小時) (2003) (Phim điện ảnh Hồng Kông) - vai Lạc Bình
- Trích huyết văn thân (滴血纹身) (2003) (Phim truyền hình Trung Quốc) - vai Âu Dương Dật Vân
- Gia đình hạnh phúc/The Happiness of Family Reunion (2004) (Phim điện ảnh Hồng Kông) - vai Khương Uyển Thục (cùng bạn diễn là Âu Dương Chấn Hoa)
- Huyễn ảnh thần châm (Ảo ảnh thần châm)/Magic Needle (幻影神針) (2005) (Phim truyền hình Trung Quốc) - vai Liễu Lãng Nguyệt
- Nộ Giang Hồn/The Spirit of Nu River (怒江魂) (2005) (Phim điện ảnh Trung Quốc) - vai Na San
- Khang Hy vi phục tư phóng ký (Khang Hy vi hành phần 5)/Records of Kangxi's Travel Incognito season 5 (康熙微服私访记5) (2006) (Phim truyền hình Trung Quốc) - vai Nghi Phi (Nghi Phượng Nhi)
- Xuất Ai Cập ký/Exodus (出埃及記) (2007) (Phim điện ảnh Hồng Kông) - vai Phan Tiểu Nguyên
- Dương Hùng dự Thạch Tú/Yang Xiong and Shi Xiu (楊雄与石秀) (2010) (Phim điện ảnh Trung Quốc) - vai Phan Xảo Vân
- Đại Nhĩ Long/Struggle/The Loan Shark (大耳窿) (2011) (Phim điện ảnh Malaysia) - vai Trần Hân (A Hân)
- Anh hùng điệp huyết/72 Heroes (英雄喋血) (2011) (Trung Quốc và Hồng Kông hợp tác sản xuất) - vai Khương Mỹ Hy
- Tửu Đồ/The Drunkard (酒徒) (2011) (Phim điện ảnh Hồng Kông) - vai Vương thái thái (Bà Vương)
- Triad (2012) - Irene
- Impetuous Love in Action (2014) - Irene
- Love in Late Autumn (2015) - Linda Wen
- 708090 (2016) - Zhao Yuan Yuan
- Guardian Angel 2018 Web Drama (2018) - Sister Mi (appears in episode 14-16)
- Biệt đội cơ động/Police Tactical Unit (2019) (Phim truyền hình Hồng Kông)
- The Fallen (2019) - Fu Yu Yu
- My Dear Destiny (2020, TV Series)

## Tác phẩm âm nhạc

### Album cá nhân
| STT | Tên album                                                   | Loại album             | Nhà xuất bản                                               | Ngày phát hành           | Tiết mục |
| --- | ----------------------------------------------------------- | ---------------------- | ---------------------------------------------------------- | ------------------------ | --- |
| 1   | Ôn Bích Hà 溫碧霞                                           | Alnum tiếng Quảng Đông | Toàn Luật Đả/全壘打（Hồng Kông）                           | Tháng 9 năm 1991         | Tiết mục 1. Viễn phương đích kỳ đãi/遠方的期待 2. Mỹ nữ dự dã thú/美女與野獸 3. Baby Don't Go（Nhạc phim Dự lang cung vũ 1991 TVB） 4. Thương thiên bất hứa/蒼天不許（Nhạc phim Mạt lộ cuồng bôn 1991 TVB） 5. Sơ luyến tình nhân/初戀情人 6. Stranger In The Nite 7. Tịch mịch ba/寂寞吧（Ngọ dạ ái nhân/午夜愛人） 8. Lam sắc đích phong/藍色的風 9. Baby Don't Go (Phát lại) 10. Hy phán đắc hảo mộng/希盼得好夢（Nhạc phim Giam ngục phong vân II Đào phạm 1991） 11. Mỹ nữ dự dã thú/美女與野獸（Phát lại） |
| 2   | Hải Triều 海潮                                              | Album tiếng Quảng Đông | Toàn Luật Đả/全壘打（Hồng Kông）                           | Tháng 7 năm 1992         | Tiết mục 1. Sâm Ba gia niên hóa/森巴嘉年華（Hậu quá độ kỳ bản/後過渡期版） 2. Ngọ dạ phù động/午夜浮動 3. Tăng kinh ái qua/曾經愛過（Điệp khúc do Thái Tế Văn (蔡濟文) thể hiện, nhạc phim Hỏa mân côi 1992 TVB） 4. Hải Triều/海潮（Nhạc phim Hỏa mân côi 1992 TVB） 5. Chỉ nhân nghiện thị ái/只因這是愛（I Need You） 6. Nguyệt lương đại biểu ngã đích tâm (Ánh trăng nói hộ lòng tôi))/月亮代表我的心 7. Boogie Night 8. Ly biệt thái hồng/離别彩虹 9. Tăng kinh ái qua/曾經愛過（Âm nhạc bản/音樂版） 10. Đơn thân quý tộc/單身貴族 11. Sâm Ba gia niên hóa/森巴嘉年華（High Mix） |
| 3   | Thủy đích cá tính 水的個性                                  | Album tiếng Quảng Đông | Toàn Luật Đả/全壘打（Hồng Kông）                           | Tháng 12 năm 1992        | Tiết mục 1. Mỗ nhất cá vãn thượng/某一個晚上 2. Phi hoa/飛花（Nhạc phim Đường triều yêu cơ 1992 TVB） 3. Mộng hóa trang/夢化粧 4. Si tâm/痴心 5. Bán sinh duyên/半生緣 6. Thủy đích cá tính/水的個性 7. Vong điệu ngã tự kỷ/忘掉我自己 8. Hương tân/香檳 9. Đông kết tình cảm/凍結情感 10. Phi hoa/飛花（Âm nhạc bản/音樂版） |
| 4   | Hải Triều tân khúc + Tinh tuyển 海潮 新曲＋精選             | Bài hát mới + lựa chọn | Toàn Luật Đả/全壘打（Hồng Kông） New Century Workshop (HK) | Năm 1993                 | Tiết mục 1. Sâm Ba gia niên hóa/森巴嘉年華（Hậu quá độ kỳ bản/後過渡期版） 2. Hải Triều/海潮（Nhạc phim Hỏa mân côi 1992 TVB） 3. Tăng kinh ái qua/曾經愛過（Điệp khúc do Thái Tế Văn (蔡濟文) thể hiện, nhạc phim Hỏa mân côi 1992 TVB） 4. Mỹ nữ dự dã thú/美女與野獸 5. Thương thiên bất hứa/蒼天不許（Nhạc phim Mạt lộ cuồng bôn 1991 TVB） 6. Baby Don't Go（Nhạc phim Dự lang cung vũ 1991 TVB） 7. Stranger In The Nite 8. Mỗ nhất cá vãn thượng/某一個晚上 9. Bán sinh duyên/半生缘 10. Si tâm/痴心 11. Boogie Night 12. Thủy đích cá tính/水的個性 13. Phi hoa/飛花（Nhạc phim Đường triều yêu cơ 1992 TVB） 14. Hy phán đắc hảo mộng/希盼得好夢（Nhạc phim Giam ngục phong vân II Đào phạm 1991） 15. Nguyệt lương đại biểu ngã đích tâm (Ánh trăng nói hộ lòng tôi)/月亮代表我的心 16. Điệu Cảnh Lĩnh chi ca/調景嶺之歌（Tân khúc/新曲） |
| 5   | Tình vô hậu hối 情無後悔                                    | Album tiếng Quảng Đông | Diệu Vinh Xướng Phiến/耀榮唱片（Trung Quốc）               | Tháng 11 năm 1993        | Tiết mục 1. Tình vô hậu hối/情無後悔 2. Đơn thân ca phê tọa/單身咖啡座 3. Mê nhân tiểu vũ tán hạ/迷人小雨傘下 4. Ái hữu đại giá/愛有代價 5. Đa nhất điểm ái, đa nhất điểm thống/多一點愛，多一點痛 6. Trữ liệu mê/着了迷 7. Don't Leave Me Tonight 8. Tâm lý hữu mộng tưởng/心裡有夢想 9. Luyến ái vị lai/戀愛未來 10. Sinh mệnh nguyên thị vị trữ ái/生命原是為着愛 |
| 6   | Tranh trát 掙扎                                             | EP tiếng Quan Thoại    | Sáng âm xã/創音社（Đài Loan）                              | Năm 1999                 | Tiết mục 1. Tranh trát/掙扎 2. Biệt ngộ hội/別誤會 3. Oa tâm thoại/窩心話 4. Thủ trụ tự ký thú trụ nễ/守住自己守住你 5. Giải thoát/解脱 6. Tranh trát/掙扎（Âm nhạc bản/音樂版） 7. Biệt ngộ hội/別誤會（Âm nhạc bản/音樂版） 8. Oa tâm thoại/窩心話（Âm nhạc bản/音樂版） 9. Thú trụ tự ký thú trụ nễ/守住自己守住你（Âm nhạc bản/音樂版） 10. Giải thoát/解脱（Âm nhạc bản/音樂版） |
| 7   | Mỹ lệ nhân sinh 美麗人生                                    | EP tiếng Quan Thoại    | Cửu Châu âm tượng/九洲音像（Trung Quốc）                   | Tháng 2 năm 2008         | Tiết mục 1. Nhất thiên vạn cá ung bão/一千萬個擁抱 2. Tây Hồ hà tưởng khúc/西湖遐想曲 3. Táo tâm địa/掃心地 4. Nhất thiên vạn cá ung bão/一千萬個擁抱（Kích tình bản/激情版） 5. Ngã chân đích thọ thương liễu/我真的受傷了 |
| 8   | 我愛的你不在身邊                                            | EP tiếng Quan Thoại    | 美樂文化（Trung Quốc）                                     | Ngày 29 tháng 8 năm 2012 | Tiết mục 1. 我愛的你不在身邊 2. 夢醒之後 3. 我真的受傷了 |
| 9   | 海潮（3"CD）（限量編號版）                                  | Thức ăn nhỏ            | Toàn Luật Đả/全壘打（Hồng Kông） New Century Workshop (HK) | Ngày 12 tháng 5 năm 2015 | Tiết mục 1. 海潮 2. 森巴嘉年華 3. Baby Don't Go 4. 水的個性 5. 希盼得好夢 |
| 10  | Hải Triều tân khúc + Tinh tuyển 海潮 新曲＋精選 （Tái bản） | Bài hát mới + lựa chọn | Toàn Luật Đả/全壘打（Hồng Kông） New Century Workshop (HK) | Ngày 24 tháng 5 năm 2019 | Tiết mục 1. Sâm Ba gia niên hóa/森巴嘉年華（Hậu quá độ kỳ bản/後過渡期版） 2. Hải Triều/海潮（Nhạc phim Hỏa mân côi 1992 TVB） 3. Tăng kinh ái qua/曾經愛過（Điệp khúc do Thái Tế Văn (蔡濟文) thể hiện, nhạc phim Hỏa mân côi 1992 TVB） 4. Mỹ nữ dự dã thú/美女與野獸 5. Thương thiên bất hứa/蒼天不許（Nhạc phim Mạt lộ cuồng bôn 1991 TVB） 6. Baby Don't Go（Nhạc phim Dự lang cung vũ 1992 TVB） 7. Stranger In The Nite 8. Mỗ nhất cá vãn thượng/某一個晚上 9. Bán sinh duyên/半生缘 10. Si tâm/痴心 11. Boogie Night 12. Thủy đích cá tính/水的個性 13. Phi hoa/飛花（Nhạc phim Đường triều yêu cơ 1992 TVB） 14. Hy phán đắc hảo mộng/希盼得好夢（Nhạc phim Giam ngục phong vân II Đào phạm 1991） 15. Nguyệt lương đại biểu ngã đích tâm (Ánh trăng nói hộ lòng tôi)/月亮代表我的心 16. Điệu Cảnh Lĩnh chi ca/調景嶺之歌（Tân khúc/新曲） |

### Đơn ca
- 1994： Nhất túy hóa thiên sầu/《一醉化千愁》(Nhạc phim Hận tỏa Kim Bình 1994 TVB)
- 2020：《Make You Smile》
- 2021：《只是太爱你》
- 2023：《光影之旅》

### Buổi hòa nhạc
- Ngày 19 tháng 6 năm 2018：《Irene Wan Haichao Concert2018》[20]

## Điểm số bài hát
| Kết quả bài hát gửi về các kênh (Tứ Đài - Kênh số 4)  | Kết quả bài hát gửi về các kênh (Tứ Đài - Kênh số 4)                          | Kết quả bài hát gửi về các kênh (Tứ Đài - Kênh số 4) | Kết quả bài hát gửi về các kênh (Tứ Đài - Kênh số 4) | Kết quả bài hát gửi về các kênh (Tứ Đài - Kênh số 4) | Kết quả bài hát gửi về các kênh (Tứ Đài - Kênh số 4) | Kết quả bài hát gửi về các kênh (Tứ Đài - Kênh số 4)                                                                           | Kết quả bài hát gửi về các kênh (Tứ Đài - Kênh số 4)                                                                           |          |
| ----------------------------------------------------- | ----------------------------------------------------------------------------- | ---------------------------------------------------- | ---------------------------------------------------- | ---------------------------------------------------- | ---------------------------------------------------- | --- | --- | -------- |
| Tên album                                             | Bài hát                                                                       | 903                                                  | RTHK                                                 | 997                                                  | TVB                                                  | Nhận xét | Nhận xét |          |
| Năm 1991                                              |                                                                               |                                                      |                                                      |                                                      |                                                      | | |          |
| Ôn Bích Hà 溫碧霞                                     | Hy phán đắc hảo mộng 希盼得好夢                                               | -                                                    | -                                                    |                                                      | -                                                    | Nhạc phim Giam ngục phong vân II Đào phạm 1991 Tiết mục cùng bài: Trần Bách Cường (陳百強) ~ Kim tiêu đa trân trọng/今宵多珍重 | Nhạc phim Giam ngục phong vân II Đào phạm 1991 Tiết mục cùng bài: Trần Bách Cường (陳百強) ~ Kim tiêu đa trân trọng/今宵多珍重 |          |
| Ôn Bích Hà 溫碧霞                                     | Stranger In The Nite                                                          | -                                                    | -                                                    |                                                      | -                                                    | | |          |
| Ôn Bích Hà 溫碧霞                                     | Mỹ nữ dự dã thú 美女與野獸                                                    | -                                                    | -                                                    |                                                      | -                                                    | | |          |
| Ôn Bích Hà 溫碧霞                                     | Baby Don't Go                                                                 | 30                                                   | -                                                    |                                                      | -                                                    | Nhạc phim Dự lang cung vũ 1991 TVB                                                                                             | Nhạc phim Dự lang cung vũ 1991 TVB                                                                                             |          |
| Năm 1992                                              |                                                                               |                                                      |                                                      |                                                      |                                                      | | |          |
| Hải Triều 海潮                                        | Hải Triều 海潮                                                                | -                                                    | -                                                    |                                                      | 6                                                    | Nhạc phim Hỏa mân côi 1992 TVB                                                                                                 | Nhạc phim Hỏa mân côi 1992 TVB                                                                                                 |          |
| Hải Triều 海潮                                        | Nguyệt lương đại biểu ngã đích tâm (Ánh trăng nói hộ lòng tôi) 月亮代表我的心 | 25                                                   | -                                                    |                                                      | -                                                    | | |          |
| Hải Triều 海潮                                        | Sâm Ba gia niên hóa 森巴嘉年華                                                | 6                                                    | -                                                    |                                                      | -                                                    | | |          |
| Thủy đích cá tính 水的個性                            | Thủy đích cá tính 水的個性                                                    | 15                                                   | -                                                    |                                                      | -                                                    | | |          |
| Thủy đích cá tính 水的個性                            | Phi hoa 飛花                                                                  | -                                                    | -                                                    |                                                      | -                                                    | Nhạc phim Đường triều yêu cơ 1992 TVB                                                                                          | Nhạc phim Đường triều yêu cơ 1992 TVB                                                                                          |          |
| Năm 1993                                              |                                                                               |                                                      |                                                      |                                                      |                                                      | | |          |
| Tình vô hậu hối 情無後悔                              | Tình vô hậu hối 情無後悔                                                      | -                                                    | -                                                    |                                                      | -                                                    | | |          |
| Tình vô hậu hối 情無後悔                              | Tâm lý hữu mộng tưởng 心裡有夢想                                              | 26                                                   | -                                                    |                                                      | -                                                    | | |          |
| Tình vô hậu hối 情無後悔                              | Đơn thân ca phê tọa 單身咖啡座                                                | 21                                                   | -                                                    |                                                      | -                                                    | OT：Donna De Lory ~ Think It Over                                                                                              | OT：Donna De Lory ~ Think It Over                                                                                              |          |
| Năm 2012                                              |                                                                               |                                                      |                                                      |                                                      |                                                      | | |          |
| 我愛的你不在身邊                                      | 我真的受傷了                                                                  | -                                                    | -                                                    | -                                                    | -                                                    | 翻唱張學友作品 | 翻唱張學友作品 |          |
| Kết quả bài hát gửi về các kênh (Ngũ Đài - Kênh số 5) |                                                                               |                                                      |                                                      |                                                      |                                                      | | |          |
| Tên album                                             | Bài hát                                                                       | 903                                                  | RTHK                                                 | 997                                                  | TVB                                                  | ViuTV | Nhận xét | Nhận xét |
| Năm 2020                                              |                                                                               |                                                      |                                                      |                                                      |                                                      | | |          |
|                                                       | Make You Smile                                                                | -                                                    | -                                                    | 15                                                   | 6                                                    | × | |          |
| Năm 2021                                              |                                                                               |                                                      |                                                      |                                                      |                                                      | | |          |
|                                                       | 只是太愛你                                                                    | -                                                    | -                                                    | -                                                    | -                                                    | × | 翻唱張敬軒作品 |          |
| Năm 2023                                              |                                                                               |                                                      |                                                      |                                                      |                                                      | | |          |
|                                                       | 光影之旅                                                                      | -                                                    | -                                                    | -                                                    | -                                                    | × | |          |

| Tổng số bài hát vô địch trên mỗi kênh | Tổng số bài hát vô địch trên mỗi kênh | Tổng số bài hát vô địch trên mỗi kênh | Tổng số bài hát vô địch trên mỗi kênh | Tổng số bài hát vô địch trên mỗi kênh | Tổng số bài hát vô địch trên mỗi kênh              | Tổng số bài hát vô địch trên mỗi kênh               | Tổng số bài hát vô địch trên mỗi kênh |
| ------------------------------------- | ------------------------------------- | ------------------------------------- | ------------------------------------- | ------------------------------------- | -------------------------------------------------- | --------------------------------------------------- | ------------------------------------- |
| Tứ Đài (Kênh số 4)a                   | 903                                   | RTHK                                  | 997                                   | TVB                                   | Nhận xét                                           | Nhận xét                                            | Nhận xét                              |
| Tứ Đài (Kênh số 4)a                   | 0                                     | 0                                     | 0                                     | 0                                     | Tổng số bài hát vô địch trên Tứ Đài (Kênh số 4)：0 | Tổng số bài hát vô địch trên Tứ Đài (Kênh số 4)：0  |                                       |
| Ngũ Đàib                              | 903                                   | RTHK                                  | 997                                   | TVB                                   | ViuTV                                              | Nhận xét                                            |                                       |
| Ngũ Đàib                              | 0                                     | 0                                     | 0                                     | 0                                     | 0                                                  | Tổng số bài hát vô địch trên Ngũ Đài (Kênh số 5)：0 |                                       |

- (*) Trong danh sách
- (-) Không lọt vào danh sách
- (×) Không được gửi đến kênh này
- Chú giải a: bao gồm các bài hát hàng đầu sau năm 2020
- Chú giải b: Từ năm 2020

## Các giải thưởng

### Giải thưởng điện ảnh Hồng Kông
| Năm  | Lễ trao giải                                                           | Giải thưởng                                     | Phim                               | Kết quả |
| 1983 | Giải thưởng điện ảnh Hồng Kông lần thứ 2 The 2nd Hong Kong Film Awards | Nữ diễn viên mới xuất sắc nhất Best new actress | Tịnh muội tử/Lonely Fifteen 靚妹仔 | Đề cử   |

### Liên hoan phim quốc tế Ma Cao
| Năm  | Lễ trao giải                                                                      | Giải thưởng                                                                                          | Phim                                   | Kết quả   |
| 2011 | Liên hoan phim quốc tế Ma Cao lần thứ 3 The 3rd Macau International Film Festival | Giải Bông sen vàng cho Nữ diễn viên phụ xuất sắc nhất Golden Lotus Award for Best Supporting Actress | Anh hùng điệp huyết/72 Heroes 英雄喋血 | Đoạt giải |
| 2013 | Liên hoan phim quốc tế Ma Cao lần thứ 5 The 5th Macau International Film Festival | Giải nữ diễn viên phụ xuất sắc nhất Best Supporting Actress Award                                    | Triad                                  | Đề cử     |
| 2015 | Liên hoan phim quốc tế Ma Cao lần thứ 7 The 7th Macau International Film Festival | Giải nữ diễn viên chính xuất sắc nhất Best Actress Award                                             | Love in Late Autumn                    | Đề cử     |

### Giải thưởng Ngôi sao Harper's Bazaar 2019
| Năm  | Lễ trao giải                                                                          | Giải thưởng                                           | Phim       | Kết quả   |
| 2019 | Giải thưởng Ngôi sao Harper's Bazaar lần thứ nhất The 1st Harper's Bazaar Star Awards | Biểu tượng điện ảnh xuất sắc nhất The Best Movie Icon | The Fallen | Đoạt giải |

### Liên hoan phim Quốc tế Con đường tơ lụa
| Năm  | Lễ trao giải                                                                                    | Giải thưởng                                                                     | Phim       | Kết quả   |
| 2020 | Liên hoan phim Quốc tế Con đường tơ lụa lần thứ 8 The 8th Silk Road International Film Festival | Nữ diễn viên chính xuất sắc nhất trong vai chính Best Actress in a Leading Role | The Fallen | Đoạt giải |

### Vua nổi tiếng của AEG Entertainment
| Năm  | Lễ trao giải                                                                               | Giải thưởng                             | Phim           | Kết quả   |
| 2022 | Vua nổi tiếng của AEG Entertainment lần thứ nhất The 1st AEG Entertainment Popularity King | Ca khúc song ca hay nhất Best duet song | 《只是太爱你》 | Đoạt giải |